# Berthe de Courrière
Pour les articles homonymes, voir Berthe et Courrière (homonymie).
Caroline Louise Victoire Courrière, dite Berthe de Courrière, née le 1er juin 1852 à Lille et morte le 14 juin 1916 à Paris 6e, est une demi-mondaine française.

## Biographie

### Demi-mondaine
Berthe de Courrière quitte Lille à 20 ans pour Paris. Elle devient la maîtresse du général Georges Boulanger et de plusieurs ministres.
Le sculpteur Auguste Clésinger, gendre de George Sand, remarque ses formes opulentes — elle était en fait de proportions gigantesques, ce qui lui valut des surnoms comme « la Grande Dame » ou « Berthe aux Grands Pieds » — et en fait son modèle pour le buste de Marianne qui se trouve au Sénat, ainsi que pour la statue colossale de la République de l'Exposition universelle de 1878.
À la mort de Clésinger en 1883, Berthe de Courrière, instituée sa légataire universelle, hérite d'une fortune conséquente.
En 1886, elle rencontre Remy de Gourmont, qui fait ses débuts en littérature et elle lui commande l’écriture de mémoires sur Clésinger. Ils deviennent amants et Gourmont vient habiter chez elle, d'abord rue de Varenne, puis au no 71 rue des Saints-Pères. Ils tiennent un salon littéraire. Elle devient également son agent littéraire. Ils seront ensemble jusqu'à la mort de celui-ci en 1915.
Berthe de Courrière meurt l’année suivante. Elle repose dans le caveau de Clésinger avec Remy de Gourmont au cimetière du Père-Lachaise (10e division), bien que son nom ne figure pas sur la tombe.

### Muse des artistes
Les lettres passionnées que Gourmont lui adresse durant l'année 1887 seront réunies en volume sous le titre Lettres à Sixtine (1921). Elle sera l'héroïne de Sixtine, roman de la vie cérébrale (1890) puis du Fantôme (1893).
En 1889, Gourmont présente Berthe de Courrière à Joris-Karl Huysmans qui en fera le modèle du personnage de Mme Hyacinthe Chantelouve dans son roman Là-Bas (1891).

### Autrice
Probablement par l’entre-jeu de Gourmont, Berthe de Courrière écrit quelques articles pour le Mercure de France, en particulier un opuscule violent contre le médecin Charcot, Néron prince de la science pour son travail sur l’hystérie et de son expérience personnelle d'internement.

### Occultisme
Berthe de Courrière s'intéresse à l'occultisme et se trouve mêlée à une affaire de messe noire qui faillit mal tourner et lui valut un séjour d'un mois dans un hôpital psychiatrique.
Le 8 septembre 1890, la police l'avait retrouvée à Bruges, presque nue, déambulant sur les remparts de la ville, aux alentours de la porte des Maréchaux. Il apparut qu'elle avait logé dans la maison du prêtre Lodewijk Van Haecke (nl), recteur de la chapelle du Saint-Sang. Début octobre Remy de Gourmont vint à sa rescousse. Elle était en outre en relation avec l'ex-abbé Joseph-Antoine Boullan, interdit comme hérétique. Elle fut internée à la suite de cette affaire puis de nouveau en 1906, cette fois à Bruxelles.
La rumeur disait qu'elle s'efforçait de séduire des jeunes prêtres ou de les choquer lors de ses confessions. Rachilde affirme l'avoir vue tirer de son cabas en tapisserie des hosties consacrées pour les jeter à des chiens errants. Son intérieur, d'après Henry de Groux, « est bien la chose la plus hétéroclite que j'eusse jamais pu imaginer dans le goût de ce monde mi-païen, mi-catholique, ou soi-disant tel. Ce ne sont que chasubles, nappes d'autel, objets du culte adaptés aux plus imprévues destinations, ostensoirs, corporaux, dalmatiques, candélabres aux cierges multicolores, mystérieusement allumés dans des coins d'ombre, près d'un lutrin superbe portant sur ses ailes des œuvres de Félicien Rops ou du marquis de Sade. Les effluves de benjoin, d'ambre, d'essence de rose alternent à dose suffocante avec ceux de l'encens ».

## Héritage
Pratiquant le culte de Satan, sa sépulture au cimetière du Père-Lachaise attire encore les amateurs de messes noires.